# Tunakaktusz
A tunakaktusz (Opuntia tuna) a közönséges fügekaktusszal rokon fügekaktusz faj; amely nevét ehető terméséről, a kaktuszfügéről (tuna) kapta.

## Megjelenése
Hajtásain gyakoribb rokonáénál több a tövis, 3–5 tagú csoportokban álló sárgás termései 5 cm hosszúra nőhetnek. Terméseit a közönséges fügekaktuszéval azonos módon használják fel.